# Jean Bazaine
Jean René Bazaine (ur. 21 grudnia 1904 w Paryżu, zm. 4 marca 2001 w Clamart) – francuski malarz i witrażysta.
Bazaine studiował rzeźbę na École nationale supérieure des beaux-arts u Paula Landowskiego oraz literaturę na Sorbonie w Paryżu.
Bazaine był twórcą nowej szkoły paryskiej. Jego obrazy i rysunki są pełne koloru i emocji. Malarz uważał, że „trzeba znaleźć punkt przecięcia się wszystkich uczuć i wrażeń, tam gdzie mieści się sekret wszechświata”. Tworzył malarstwo abstrakcyjne.
Znane cykle obrazów: „Burza w ogrodzie”, „Ziemia i niebo”, „W mrocznym drzewie”. Zajmował się też witrażem – kościół Saint-Séverin w Paryżu (1950) i mozaiką – gmach UNESCO w Paryżu.